# Leoncio de Bizancio
Leoncio de Bizancio (485-543) fue un monje Bizantino cristiano y autor de una influyente serie de escritos teológicos sobre las controversias de la Cristología del siglo VI. Aunque los detalles de su vida son escasos, se le considera un innovador en la reflexión teológica cristiana por haber introducido definiciones aristotélicas en la teología.

## Problemas de identificación
La identidad de Leoncio ha sido motivo de controversia para los estudiosos. Durante muchos años se le consideró la misma persona que Leoncio de Jerusalén, pero ahora se puede hacer una clara identificación entre ambos. El primer erudito que identificó y desafió la ambigüedad de los escritos que llegan a nosotros bajo el nombre de "Leoncio" fue Friedrich Loofs en 1887, argumentando a favor de un único autor del corpus leontianum.: 231  
Esta hipótesis influyó en los estudiosos hasta la publicación del artículo de Marcel Richard de 1944 Léonce de Jérusalem et Léonce de Byzance, que pretendía distinguir dos figuras entre las obras que antes se atribuían a una sola persona. Desde la publicación de ese artículo, las conclusiones de Richard han sido aceptadas por todos los estudiosos que escriben sobre Leoncio.: 637 